# 斷裂帶

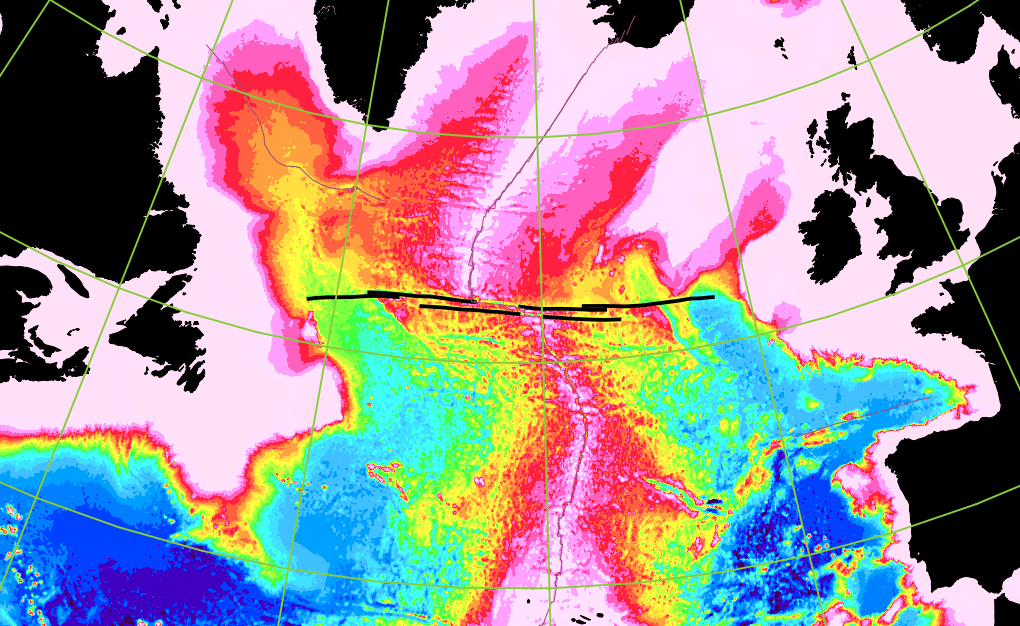
北大西洋海底地形圖顯示查理-吉布斯斷裂帶的全範圍（圖中的水平黑線）

斷裂帶（英語：fracture zone）是轉換斷層兩側延長的海底一個線狀構造。通常長達數百甚至數千公里。轉換斷層是介於兩段錯開的洋中脊軸的斷層。也是由板塊運動造成的。轉換斷層兩側岩石圈板塊向相反方向移動，引發走滑活動。在超出轉換斷層的斷裂帶，其兩側岩石圈板塊無相對運動（因為兩個板塊都在同一方向移動），故地震不活躍。但它們保留過去轉換斷層活動的證據，主要在相對兩側的地殼具不同年代。

### 形成
洋中脊是擴張的板塊邊界。 當錯開的洋中脊向兩側的板塊移動時，軸在兩個洋脊之間的錯開處就形成轉換斷層。斷裂帶和形成它們的轉換斷層是獨立但相關的構造。 轉換斷層是板塊邊界，因此斷層的兩側是不同的板塊。 相比之下，在脊-脊轉換斷層之外，兩側的地殼屬於同一板塊，在交界處沒有相對運動。 因此，斷裂帶是兩側不同時代大洋地殼區域的交匯處。 由於熱浮力增加，年輕的地殼比年老的地殼地形較高，所以斷裂帶的兩側地形錯開，其間有一個峽谷，造成海底地形上一個明顯伸延數百或數千公里的地形標志。

### 地質重要性
斷裂帶可視爲不活動轉換斷層的遺跡，代表過去板塊運動的方向。
尤其大西洋板塊目前不活躍，因此很難找到過去的板塊運動。 但通過觀察斷裂帶，可以確定過去板塊運動的方向和速率。 這是根據海底地磁異常條帶（magnetic anomaly stripes）的錯開距離和該地磁異常條帶的年代，就可以推算過去板塊運動的速率。 用類似的方法，過去板塊運動的速率可利用斷裂帶兩側海底的相對年齡來推算 。